# Jan Riedl
Jan Kazimierz Witold Riedl (ur. 1 stycznia 1910 we Lwowie, zm. 5 maja 1987 w Warszawie) – polski lotnik, kapitan Polskich Sił Powietrznych w Wielkiej Brytanii.

## Życiorys
Był synem Romana i Olgi z domu Hawryszkiewicz. Maturę zdał w 1928. Od września 1929 do września 1930 odbył służbę wojskową w Szkole Podchorążych Rezerwy Lotnictwa (SPRL) w Dęblinie. Od 1930 roku studiował na Akademii Handlu Zagranicznego we Lwowie, gdzie uzyskał dyplom w 1935 roku. W czasie studiów był aktywnym członkiem Aeroklubu Akademickiego. Po ukończeniu nauki przez rok pracował we Lwowie, a następnie przeniósł się do Warszawy, gdzie podjął pracę w Banku Gospodarstwa Krajowego. W czasie kampanii wrześniowej był podporucznikiem obserwatorem w 63 eskadrze obserwacyjnej. 18 września 1939 r. przekroczył granicę polsko–rumuńską. Od 23 października 1939 do czerwca 1940 służył w Polskich Siłach Powietrznych we Francji, a następnie od czerwca 1940 do maja 1947 w Polskich Siłach Powietrznych w Wielkiej Brytanii. Walczył w Dywizjonie Bombowym 301 (nr służbowy RAF: P-1446). Zestrzelony przez obronę przeciwlotniczą podczas nalotu na Bremę w nocy z 21 na 22 października 1941, rozbił się w pobliżu Borstel koło Nienburga (Niemcy) i trafił do niewoli. Był więźniem obozu przejściowego Dulag Luft w Oberursel, a następnie Stalag Luft I w Barth i Stalag Luft III w Żaganiu. Pod koniec wojny został ewakuowany do obozu jenieckiego Marlag w okolicach Bremy.
Po II wojnie światowej wrócił z Wielkiej Brytanii do Polski w 1947. W lipcu 1947 podjął pracę w Wydziale Zagranicznym BGK jako kierownik referatu brytyjskiego. W maju 1950 został przeniesiony do Departamentu Zagranicznego Narodowego Banku Polskiego z zachowaniem stanowiska kierownika referatu brytyjskiego. W listopadzie 1952 przeniósł się do Zjednoczenia Robót Wiertniczych i Fundamentowych w Warszawie, gdzie zajmował kierownicze stanowiska w dziale finansowym.
Dwukrotnie żonaty: z Ewą Cecylią Dworakowską, a po rozwodzie, od 1949 – z Marią Żmudzką. Nie miał dzieci. Zmarł 5 maja 1987 w Warszawie.
Jego dziadkiem był lwowski architekt, radca dworu Sylwestr Hawryszkewycz, wujem generał Emil Krukowicz-Przedrzymirski, stryjem pułkownik Adam Józef Riedl, a bratem cichociemny Adam Paweł Riedl.

## Odznaczenia
- Krzyż Walecznych (trzykrotnie)
- Krzyż Srebrny Orderu Virtuti Militari (30.10.1941)[5]
- Medal Lotniczy nr 8859 z dnia 30.08.1946
- Gwiazda za Wojnę 1939–1945
- Medal Wojny 1939–1945